# Ashton-under-Lyne
Ashton-under-Lyne este un oraș în comitatul Greater Manchester, regiunea North West England, Anglia. Orașul se află în districtul metropolitan Tameside.